# MLRSファミリー弾薬
MLRSファミリー弾薬（MLRSファミリーだんやく、英語: MLRS Family of Munitions、略称：MFOM）は、MLRSをはじめ、HIMARS等の共通の発射機構を持つ自走式多連装ロケットランチャーで使用されるロケット弾/ミサイルの総称である。

## 概要
MLRSの火力支援能力は優秀であり、また、使用兵器の装填に際し、発射ポッド/弾薬コンテナを丸ごと装填するという構造上、発射弾種の変更は比較的容易であったため、発射機構を生かした各種の弾薬・兵器類が開発された。また、搭載/同時発射弾数は半減しているものの、MLRSと同等の発射機構を有するHIMARSにおいても、MLRSと共通の弾薬・兵器類が使用できる。これらの弾薬・兵器類は、MLRSファミリー弾薬(MFOM)と呼ばれている。発射機構およびプラットフォームを活かした弾薬・兵器類の開発が続けられているほか、MFOMを使用可能な自走式ロケットランチャーの開発も行われている。発射ポッド/弾薬コンテナには、1個あたりロケット弾類は6発（縦2列x横3列）、ATACMSは1発が入っており、MLRSではこれを2基、HIMARSでは1基搭載する。

## 一覧

### ロケット弾
当初、開発・使用されたM26系ロケット弾は非誘導型であり、クラスター弾頭でもあったため、後に非クラスター弾頭のM30A1/M31GMLRSロケット弾に更新されている。
使用ロケット弾の諸元
- 口径：227mm（8.94in）
- 長さ：3.94m（12.93ft）
- モーター：個体燃料ロケットモーター

M26
227mmロケット弾。二重用途改良型通常弾（英語: Dual-Purpose Improved Conventional Munitions、略称：DPICM）である対人対装甲用のM77子弾を644個搭載。
重量：306kg（750ポンド）。最大射程：32km（20マイル）。
M26A1
延長射程ロケット（英語: Extended Range Rocket、略称：ERR）。ロケットモーターを大型化し、搭載弾頭数を削減、射程を45kmに延長。向上型M85子弾を518個搭載。
（M26A1/M26A2とも）重量：296kg（650ポンド）。 最大射程：45km以上（28マイル）。
M26A2
M26A1配備まで、暫定的に運用。M77子弾を518個搭載。
M27
完全模擬発射訓練用コンテナ。弾薬コンテナの装填訓練用。
M28
訓錬用ロケット弾。M26ロケット弾の場所にはバラスト・コンテナ3個、煙幕発生器が3基搭載されている。
M28A1
短縮射程訓練ロケット（英語: Reduced Range Practice Rocket、略称：RRPR）。丸い先端部を持ち、射程9kmへ短縮。
XM29
対装甲探知破壊弾（英語: Sense and Destroy Armor、略称：SADARM）を子弾として搭載する。制式化されなかった。
XM135
化学兵器弾頭。バイナリー兵器であり、VX剤が放出される。開発が検討されたものの、制式化されなかった。

### 精密誘導ロケット弾
GPS航法による精密誘導がなされるロケット弾（英語: Guided Multiple Launch Rocket System、略称：GMLRS）。
諸元(M30/M31)
- 最大射程：45km以上（28マイル）※(発射試験時に92kmを記録)
- 誘導システム：GPS/INS（衛星誘導/慣性誘導）
- 弾頭：M30 - M85 DPICM 子弾×404個、M31 - 90kg（200ポンド）HE単弾

M30
誘導型MLRS（GMLRS）精密誘導ロケット。射程60-100km、M85二重用途改良型通常弾（DPICM）子弾x404個。
M30A1
M30の改良型。不発弾が多発する危険を低減しつつ広範囲を攻撃可能とする装備として「代替弾頭」と呼ばれる200ポンド級の単弾頭に交換されている。この弾頭は多数のタングステン球破片弾を打ち出す。アメリカ合衆国はクラスター弾禁止条約に参加していないが、クラスター型MLRS用弾薬では不発弾が許容できないほどに発生するとしてA1型への交換を実施した。
M31
M30の派生型。ユニタリーと呼ばれる単一高性能爆薬弾頭を持つピンポイント攻撃型。

### 戦術弾道ミサイル
ATACMS（Army Tactical Missile System）
M26/M30ならば6発入る弾薬コンテナに1発だけ収められた戦術弾道ミサイル/長射程誘導ミサイル。クラスター弾頭および単一弾頭型が開発されている。
諸元(ATACMS)
- 全長：3.97m
- 直径：0.61m
- 重量：1,670kg
- 弾頭重量：561kg
- 最大射程：165km

### 対戦車地雷
AT2（ドイツ製）
SCATMINロケット対戦車地雷x28、射程38km

### 地上発射小口径爆弾(GLSDB)
地上発射小口径爆弾（英語: Ground Launched Small Diameter Bomb、略称：GLSDB）は、航空機搭載のGBU-39 小直径爆弾 (SDB)をMFOMとして陸上発射としたもの。

### 精密打撃ミサイル
精密打撃ミサイル（英語: Precision Strike Missile、略称：PrSM）は、ATACMSの後継として開発が行われている長距離誘導ミサイル。ATACMSより長射程となり、弾薬コンテナあたりの搭載数も2発となる。
諸元(PrSM)
- 全長：4.0m
- 直径：0.43m
- 重量：不明
- 弾頭重量：91kg
- 最大射程：500km

## MOFMが使用可能な自走式ロケットランチャー
- MLRS：開発国はアメリカ合衆国。弾薬コンテナ2基搭載。
- HIMARS：開発国はアメリカ合衆国。弾薬コンテナ1基搭載。
- GMARS：開発国はドイツ。弾薬コンテナ2基搭載[3]。